# گروگان‌گیری در مانیل
حادثه گروگان‌گیری در مانیل در تاریخ ۲۳ اوت ۲۰۱۰ میلادی در پارک ریزال، مانیل، فیلیپین به وقوع پیوست. این حادثه زمانی رخ داد که مأمور برکنار شدهٔ پلیس ملی فیلیپین وارد یک اتوبوس حامل گردشگران شد. این بازرس ارشد (برابر با درجهٔ نظامی کاپیتان) خشمگین، رونالد مندزا، یک اتوبوس تور حامل ۲۵ گردشکر از هنگ کنگ را دزدید و مسافران آن را گروگان گرفت. او در تلاش باز پس گرفتن شغل از دست رفتهٔ خود بود. او گفت که در قضاوت پروندهٔ برکناری او سهل انگاری شده و به او فرصت مناسب برای دفاع از خودش را نداده‌اند، و تنها چیزی که می‌خواسته یک رسیدگی منصفانه بوده.
تلاش برای نجات گروگان‌ها به ده ساعت انجامید و برای این هدف پلیس ملی فیلیپین وارد عمل شد. در حالی که این حادثه به صورت زنده از چندین شبکه تلویزیونی برای میلیون‌ها بیننده پخش میشید، هشت نفر از گروگان‌ها و خود مندزا کشته و نه نفر دیگر زخمی شدند. دولت هنگ کنگ بعد از وقوع این حادثه بلافاصله فیلیپین را به لیست سیاه گردشگری اضافه کرد.

## گروگان‌گیر
گروگان‌گیر یک عضو پلیس ملی فیلیپین به نام رنالد مندزا، یک مقام عالی‌رتبه پلیس، به دنبال باز پس گرفتن پست قبلی اش در پلیس ناحیه مانیل بود. پستی که او به جرم اخاذی از دست داده بود.
مندزا با مدرک جرم‌شناسی فارغ‌التحصیل شد، به عنوان یک گشت زن به نیروهای پلیس پیوست، و در آینده بازرس ارشد شد. از او ۱۷ بار به خاطر شجاعت تجلیل به عمل آمد. هم دانشگاهی او گفت که مندزا فردی سخت کوش و مهربان بود. در فوریه ۱۹۸۶ مندزا وانتی را با ۱۳ صندوق پر از پول شناسایی کرد که ظاهراً رئیس‌جمهور و دیکتاتور وقت فردیناند مارکوس قصد خارج کردن آن‌ها را از کشور داشت. مندزا و تیم او پول‌ها را به مقامات بالا تحویل دادند. در آن سال مندزا به عنوان یکی از ۱۰ بهترین مأموران پلیس فیلیپین تحسین شد.
آشپز هتل کریستن کالا ادعا کرد که در تاریخ ۹ آوریل ۲۰۰۸، مندزا و جمعی از افسران همراه او، او را به خاطر یک خلاف پارکینگ متوقف کرده و در ماشین او مت‌آمفتامین جاسازی می‌کنند. بعد او را مجبور به استفاده از مواد مخدر می‌کنند تا او را یک معتاد جلوه دهند. سپس افسران تقاضا می‌کنند که او داشبرد ماشین خود را خالی کند و تمام پول‌هایش را به آن‌ها بدهد. کالا گفت که افسران پلیس او را با ۲۰٬۰۰۰ پسو که از طرف یک دوست پرداخت شده بود رها کردند. دادگاه فیلیپین مندزا و چهار نفر دیگر را مجرم شناخت و آن‌ها را از پست پلیس بر کنار کرد. در تاریخ ۲۵ اوت، ۲۰۰۸ مندزا از پست گشت زنی بر کنار شد. برادر مندزا، گرگریو، گفت که تنها چیزی که برادراش می‌خواسته رسیدگی عادلانهٔ دادگاهی بود که حتی «فرصت دفاع را به مندزا نداد و او را به سرعت مجرم شناخت.» مندزا همچنین به جرم اتهام تجاوز جنسی به دادگاه احضار شده بود ولی به علت حاضر نشدن شاکی تبرئه شد.

## دزدیدن اتوبوس

### سوار شدن
یک مقام پارلمانی ادعا می‌کند که اتوبوس تور بنگاه مسافرتی هنگ تایی در حال سوار کردن ۲۵ گردشگر هنگ کنگی مقابل پارک ریزال بوده. رنالد مندزا که مسلح بوده گردشگران را به قصد سوار شدن در اتوبوس دنبال می‌کند ولی با جواب منفی راننده مواجه می‌شود. مندزا اسلحه خود را بیرون می‌کشد و راننده را به فرمان خودرو دستبند می‌زند.
مندزا مسلح به یک سلاح کوچک و یک ام۱۶ خواسته خود را باز پس گرفتن پست قبلی خود با تمام مزایا اعلام و ادعا می‌کند که به او کلک زده شده‌است. شهردار مانیل آلفردو لیم اعلام می‌کند که اگر مندزا بی گناهی خود را ثابت کند خواستهٔ او را برآورد می‌کند.
در آن اتوبوس ۲۱ گردشگر، یک راننده، یک راهنمای تور فیلیپینی، و یک راهنمای تور هنک کنگی به نام مسا تسه حضور داشتند. تسه فوراً با هنگ کنگ تماس می‌گیرد. او با یک راهنما به مدت ۲ دقیقه صحبت می‌کند و توضیح می‌دهد که او و گروهش گروگان گرفته شدند.
در جواب این تماس دولت هنگ کنگ تقاضا می‌کند که‌این حادثه به صورت صلح‌آمیز حل شود. نیروی کمکی از هنگ کنگ برای کمک به مانیل اعزام می‌شوند.

### مذاکره
تقریباً یک ساعت بعد شش گردشگر آزاد شدند. یک زن سالخورده که از درد شکم شکایت می‌کرد، شوهرش، و یک مبتلا به دیابت آزاد شدند. سپس یک زن میان سال و دو فرزندش - یک پسر ۱۰ ساله و یک دختر ۵ ساله - آزاد شدند. یک پسر ۱۲ ساله به تقاضای زن آزاد شده آزاد گردید. دو عکاس فیلیپینی داوطلب شدند که در عوض آزادی گروگان‌ها خود گروگان گرفته شوند.
تا ظهر چهار مسافر دیگر (شامل راهنمای تور فیلیپینی و دو عکاس داوطلب شده) آزاد شدند و در نتیجه جمعاً ۱۰ نفر آزاد شدند. ۱۷ نفر در اتوبوس باقی‌ماندند. اخبار شبکه تی‌وی۵ از مذاکره اروین تلفو از پارلمان، و بازرس کل رمئو سالوادر و ارلاندو یبرا خبر می‌دهد. در همین حال شبکه‌های ای‌بی‌اس-سی‌بی‌ان، جی‌ام‌ای، تی‌وی۵ و ان‌بی‌ان در مانیل، تی‌وی‌بی و کیبل تی‌وی در هنگ کنگ و شبکه‌های سی‌ان‌ان، رویترز و چنل نیوز ایژیا از این حادثه پوشش زنده می‌دهند.
دولت فیلیپین با درخواست مندزا و بازگشتن او به پلیس مخالفت کرد ولی به او اطمینان داد که پروندهٔ اش بازبینی شود. مشاور شهردار ایسکو مرنو نامهٔ دولت را پس از غروب آفتاب به محل گروگان‌گیری برد. مندزا این تصمیم را «آشغال» خواند، و اعلام کرد که نوشته جواب گوی نیاز او نیست. شهردار بر روی رادیو اعلام کرد که مقامات کشور با تقاضای مندزا موافقت کردند تا او به این گروگان‌گیری پایان دهد، ولی این پیام به مندزا نرسید.
زمانی که تیم سوآت برای نجات گرگان‌ها رسیدند مندزا تهدید کرد که در صورت عدم ترک این تیم همهٔ مسافرها را خواهد کشت. برادر مندزا گرگری مندزا، با درجهٔ پلیس ارشد-۲، وارد مذاکره با او شد و از او خواست تا به این گروگان‌گیری به صورت صلح‌آمیز خاتمه دهد. گرگری بعد دستگیر شد چرا که از او کمکی خواسته نشده بود.

### کشتار
پخش دستگیری برادر مندزا به صورت زنده و مشاهدهٔ این اتفاق در تلویزیون اتوبوس باعث تحریک او شد. مندزا برای آزادی برادرش ۲ تیر اخطاری شلیک کرد. او در یک گزارش تلویزیونی تهدید کرده بود که در صورت آزاد نکردن برادر او کشتن گروگان‌ها را آغاز می‌کند. لحظاتی بعد مندزا اعلام کرد که به ۲ نفر از گروگان‌ها شلیک کرده‌است.
اولین شلیک از داخل اتوبوس در ساعت ۷:۲۱ بعد از ظهر شنیده شد. در نزدیکی همان زمان گزارش شد که اسنایپرها چرخ‌های اتوبوس را مورد هدف قرار دادند تا آن را از حرکت متوقف کنند. رانندهٔ اتوبوس در ساعت ۷:۳۰ موفق به فرار شد و به پلیس گفت که تمام گرگان‌ها کشته شده‌اند.
تیم سوآت در ساعت ۷:۳۷ اتوبوس را محاصره کرد. پلیس به وسیلهٔ یک چکش پنجره‌های اتوبوس را شکست و اقدام به وارد شدن به آن کرد ولی با شلیک مواجه شد. تلاش برای وارد شدن به اتوبوس ۱ ساعت به طول انجامید و برای این کار از ۴ گاز اشک‌آور استفاده شد. عدم دانستن تیم پلیس از وجود درهای اضطراری باعث تلف شدن زمان و انرژی در حین مأموریت گردید. تلاش برای شکستن در به وسیلهٔ گره زدن یک طناب به ماشین پلیس و حرکت آن به پاره شدن طناب انجامید. سرآخر نیروهای تیرانداز پلیس با شلیک یک تیر به سر مندزا او را کشتند. زمانی که نیروهای پلیس وارد اتوبوس شدند ۴ نفر کشته و ۶ نفر زخمی گزارش شدند. دو تماشاگر این ماجرا هم مورد اصابت گلوله قرار گرفته و زخمی شدند.

## سرانجام

### گروگان‌ها
شش گروگان به یک بیمارستان برده شدند که از بین آن‌ها دو نفر مرد و چهار نفر در حال بهبودی گزارش شدند. نه نفر مانده به بیمارستان‌های متفاوتی فرستاده شدند. از بین آن نه نفر که شامل راهنمای تور مسا تسه هم می‌شود شش نفر مرده اعلام شدند. در مجموع هشت نفر جان خود را از دست دادند و دو نفر در شرایط ویژه جسمانی به سر می‌بردند. شش بازماندهٔ این حادثه مورد معالجهٔ تیم پزشکی قرار گرفتند.
رانندهٔ اتوبوس آلبرتو لوبانگ کسی که ادعا می‌کند که مندزا دست او را به فرمان اتوبوس دستبند زده بود قبل از آغاز کشتار گروگان‌ها موفق به فرار از صحنه ماجرا می‌شود. در آینده، شهردار آلفردو لیم گفت که رفتار دوستانهٔ راننده با گروگانگیر و بازکردن دستبند او بسیار قابل تأمل و شک‌برانگیز است. لوبنگ این موضوع را راد کرد. در تاریخ اوت ۲۷ او ناپدید شد.
فهرست فاش شدهٔ مشخصات قربانیان این حادثه بلافاصله تحویل رسانه‌ها قرار گرفت. در میان این هشت قربانی شش تن آن‌ها متعلق به دو خانواده بودند. شوهر یک بازمانده، دو دختر ۱۴ و ۲۱ ساله در این حادثه جان خود را از دست دادند. بازمانده تریسی لیونگ یتیم شد چرا که پدر، مادر، و خالهً خود را در این روز از دست داد.

### فهرست گروگان‌ها
| نام                              | سن | جنسیت | سرنوشت                             | ملیّت      |
| -------------------------------- | -- | ----- | ---------------------------------- | --------- |
| کن لیونگ (梁錦榮)                | ۵۸ | مرد   | کشته شد                            | کانادایی  |
| دوریس لیونگ (梁頌詩)             | ۲۱ | زن    | کشته شد                            | کانادایی  |
| جسی لیونگ (梁頌儀)               | ۱۴ | زن    | کشته شد                            | کانادایی  |
| وانگ تزه لم (汪子林)             | ۵۱ | مرد   | کشته شد                            | چینی      |
| ینگ یی وا (楊綺華)               | ۴۴ | زن    | کشته شد                            | چینی      |
| ینگ یی کم(楊綺琴)                | ۴۶ | زن    | کشته شد                            | چینی      |
| فو چک یان (傅卓仁)               | ۳۹ | مرد   | کشته شد                            | چینی      |
| مسا تسه (謝廷駿)                 | ۳۱ | مرد   | کشته شد                            | چینی      |
| جیسون لیونگ (梁頌學)             | ۱۸ | مرد   | زخمی وخیم                          | کانادایی  |
| لیونگ نگ آیا وون، ایمی(梁吳幼媛) | ۵۳ | زن    | زخمی                               | کانادایی  |
| ییک سو لینگ (易小玲)             | ۳۲ | زن    | زخمی                               | چینی      |
| جو چن (陳國柱)                   | ۴۶ | مرد   | زخمی وخیم                          | چینی      |
| تریسی وانگ (汪綽瑤)              | ۱۵ | زن    | زخمی                               | چینی      |
| لی یینگ چین (李瀅銓)             | ۳۶ | زن    | زخمی                               | چینی      |
| لو کم فان (羅錦芬)               | ۶۶ | زن    | زخمی                               | چینی      |
| ون مینگ (溫明)                   | ۴۷ | مرد   | زخمی                               | چینی      |
| مایک لدریلو وای کمپنرو           | ۱۳ | مرد   | زخمی                               | فیلیپینی  |
| دیانا چن                         | ۳۲ | زن    | آزاد شده بدون هیچ گونه صدمهٔ فیزیکی | فیلیپینی  |
| آلبرتو لوبنگ                     | ۳۸ | مرد   | موفق به فرار بدون صدمهٔ فیزیکی      | فیلیپینی  |
| ریگر کروز                        | ۱۹ | مرد   | آزاد شده بدون هیچ گونه صدمهٔ فیزیکی | فیلیپینی  |
| دنیلو مدریل                      | ۶۵ | مرد   | آزاد شده بدون هیچ گونه صدمهٔ فیزیکی | فیلیپینی  |
| ییک بو لی (李奕彪)               | ۷۲ | مرد   | آزاد شده بدون هیچ گونه صدمهٔ فیزیکی | بریتینایی |
| فانگ ون لی (李徐鳳群)            | ۶۶ | زن    | آزاد شده بدون هیچ گونه صدمهٔ فیزیکی | بریتینایی |
| سنگ یی لایی (曾懿麗)             | ۴۰ | زن    | آزاد شده بدون هیچ گونه صدمهٔ فیزیکی | چینی      |
| فو چانگ یین (傅頌賢)             | ۴  | زن    | آزاد شده بدون هیچ گونه صدمهٔ فیزیکی | چینی      |
| فو چاک یین (傅澤賢)              | ۱۰ | مرد   | آزاد شده بدون هیچ گونه صدمهٔ فیزیکی | چینی      |
| جیسون وانگ (汪政逸)              | ۱۲ | مرد   | آزاد شده بدون هیچ گونه صدمهٔ فیزیکی | چینی      |

## واکنش‌ها

### دولت چین
وزیر امور خارجهٔ چین، یانگ جچی، با همتای فیلیپینی خود، آلبرتو رمیولو گفت که او از این حادثه «وحشت زده» شده و خواستار رسیدگی به این پرونده شد. دولت چین همچنین تیمی به منظور رسیدگی به این موضوع اعزام کرد. در یک تحلیل از این حادثه روزنامهٔ دولتی گلوبال تایمز فیلیپین را "یکی از خطرناکترین کشورهای جنوب شرقی آسیاً اعلام کرد.
به دنبال تیراندازی‌های انجام شده و شمار قربانیان، یک کنسول چینی تقاضای توضیح کتبی مقامات فیلیپینی را کرده‌است. او بعدها توضیح رئیس‌جمهور بنیگو اکوینی در یک کنفرانس مطبوعاتی در تاریخ ۲۴ اوت ۲۰۱۰ را نپذیرفت. دولت چین با بازدید هیئت نمایندگان فیلیپین به بیجینگ و هنگ کنگ مخالفت کرد.
در تاریخ ۲۷ اوت، سفارت چین در فیلیپین «خشم» خود را از تصمیم خانوادهٔ مندزا به آراستن محل دفن مندزا با پرچم فیلیپین ابراز کرد.

### دولت هنگ کنگ

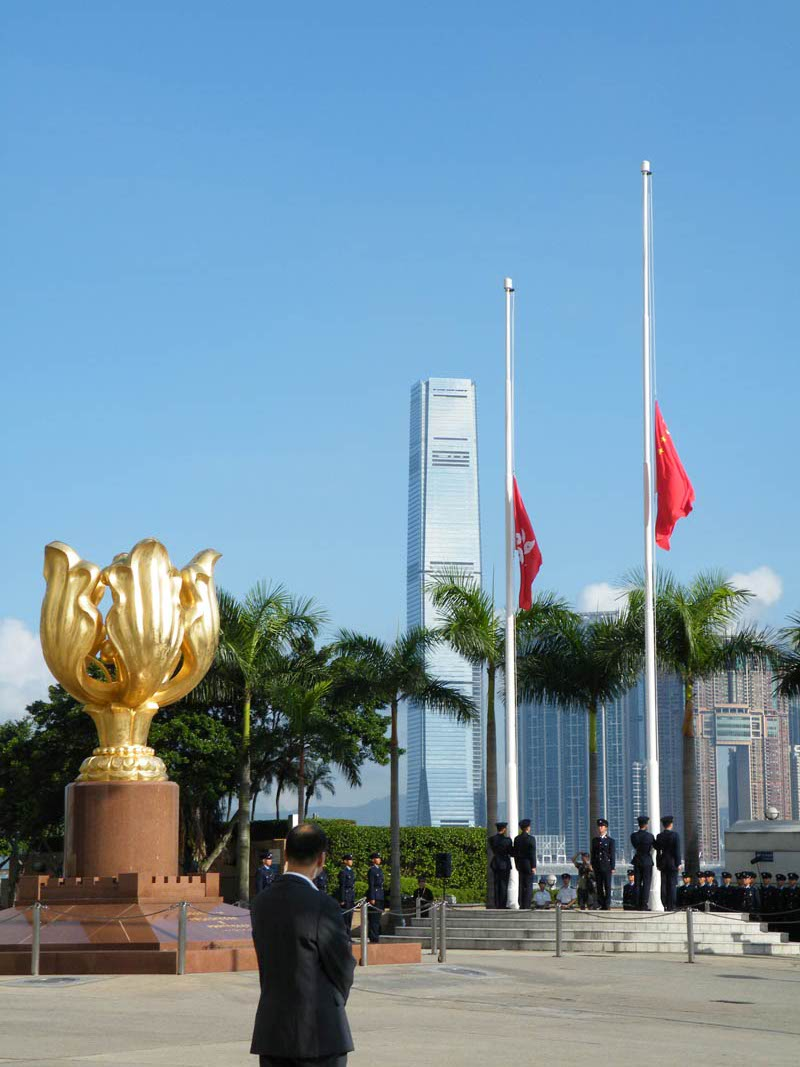
پرچم‌های چین و هنگ کنگ هر دو در حالت نیمه بالا در ۲۶ اوت.

در هنگام واقعه گروگان‌گیری دولت هنگ کنگ تقاضا کرد که همه چیز به صورت صلح‌آمیز حل شود. همچنین، نیروهای کمکی از هنگ کنگ به فیلیپین اعزام شدند.
در زمان۲۱:۴۶ مطابق با روز گرگان‌گیری دولت هنگ کنگ امنیت شهروندان هنگ کنگی را مورد ارزیابی قرار داد و فیلیپین را به لیست سیاه گردشگری اضافه کرد. به شهروندان هنگ کنگی قبل از مسافرت به فیلیپین اخطار داده می‌شود تا از تا در تصمیم خود تجدید نظر کنند. به هنگ کنگی‌های مقیم فیلیپین پیشنهاد شده که در بهترین زمان به هنگ کنگ بازگردند.
دنالد تسنگ، مدیر عامل هنگ کنگ، خشم خود را نسبت به مندزا اعلام کرد و به خانوادهٔ قربانیان تسلیت گفت. او گفت که دولت هر کاری را برای کمک به خانواده‌های قربانیان و بازماندگان انجام خواهد داد. او نارضایتی خود را از اینکه قادر به تماس تلفنی در زمان آزادسازی گروگان‌ها با رئیس‌جمهور فیلیپین نشد ابراز کرد و از نحو عملکرد پلیس فیلیپین انتقاد کرد. دولت دو هواپیمای حامل پزشک و مواد کمکی را به بازماندگان فیلیپین ارسال کرد. تمام پرچم‌های هنگ کنگ در اوت ۲۴ تا ۲۶ در حالت نیمه افراشته درآمدند. به عنوان نشان تاسف دولت چین نسبت به بازماندگان تمام پرچم‌های چین در هنگ کنگ در ۲۶ اوت به حالت نیمه افراشته درآمدند.

### دولت فیلیپین
رئیس‌جمهور فیلیپین بنیگو اکوینو نگرانی خود را در مورد حادثهٔ پیش آمده ابراز کرد و به خانواده‌های قربانیان تسلیت گفت. او قول یک بررسی کامل در مورد این حادثه را داد و اعلام کرد که از عملکرد پلیس خشنود نیست.
دولت فیلیپین قصد فرستادن نمایندهٔ این کشور برای رایزنی و تشریح واقعه اتفاق افتاده را داشت ولی چین با این ملاقات موافقت نکرد.
فیلیپین روز ۲۵ اوت را روز ملی عزاداری برای قربانیان اعلام کرد. در این روز تمامی پرچم‌های فیلیپین در حالت نیمه افراشته خواهد بود.